# 搖滾芭比
，是一部搖滾音樂劇，由史蒂芬·特拉斯克作曲和作詞，約翰·卡梅隆·米切爾撰寫劇本。
這部音樂劇為講述一個虛構的搖滾樂隊的東德酷兒歌手海德薇格·羅賓遜（Hedwig Robinson）的故事。這個故事取材於原作者米切爾的生活，米切爾是一位美國陸軍少將的孩子，少將父親曾任駐西柏林美軍指揮官。海德薇格這個角色的靈感來自於一位與美國軍人離異的德國妻子，她是米切爾家的保姆，並在堪薩斯州章克申城的拖車屋兼職做娼妓。音樂充滿了大衛·鮑伊（該劇在洛杉磯的製作人之一）中性的20世紀70年代魅力搖滾風格，以及約翰·列儂和早期龐克表演者盧·里德和伊基·波普的作品。
該音樂劇於1998年2月14日在外百老匯首演，而後榮獲奧比獎和外圈劇評人獎「最佳外百老匯音樂劇」。這部作品持續了兩年，並由最初的創作團隊在美國其他城市重新安排了不同的演員陣容。2000年，這部音樂劇在倫敦西區上演，並在世界各地上演了數百場舞台劇。
2014年，該劇首次在美國紐約百老匯演出，同年4月在貝拉斯科劇院上演，並在該年度榮獲東尼獎「最佳音樂劇復排獎」。美國紐約百老匯於2015年9月13日進行最後一場演出。該劇於2016年10月在舊金山金門劇院開啟全美巡演，於2017年7月在約翰·甘迺迪表演藝術中心閉幕。

## 製作背景

### 關於海德薇格·羅賓遜
海德薇格·羅賓遜（Hedwig Robinson）這個角色原本是劇中的配角。她的靈感來自於一位德國女褓母兼娼妓，當原作者米切爾十幾歲的時候，她在堪薩斯州章克申城為他的家人工作。湯米·諾西斯（Tommy Gnosis）最初被認為是主角，是以米切爾本人為原型的角色。海德薇格和湯米兩人都是同性戀者，都是陸軍將軍的孩子，都篤信羅馬天主教，並且對神話著迷。

### 《搖滾芭比》的創作
《搖滾芭比》的誕生源自於1994年，在從洛杉磯飛往紐約的飛機上，並排著座位的兩個男人的一次偶然相遇。約翰·卡梅隆·米切爾看到鄰座青年正在讀法斯賓德的書，便問他「你對電影感興趣嗎？」。那個名叫史蒂芬·特拉斯克的男人不僅對電影感興趣，而且在生活的很多方面都和米切爾有很多相通之處。最重要的共同點是他們都有創作才能。音樂人史蒂芬·特拉斯克作為樂團“Cheater”的隊長，不僅演奏樂器，還能作詞作曲，當時他在紐約著名的變裝龐克俱樂部“Squeeze Box”表演場擔任音樂總監。
不喜歡美國同性戀團體的氛圍，也不熟悉這種文化的米切爾，在 Squeeze Box 看了他的第一場變裝皇后秀。典型的變裝皇后表演，包括華麗的變裝和誇張的表演和舞臺，同時對著口型，同步演唱像芭芭拉·史翠珊這樣被視為同志偶像的流行天后的歌曲，而 Squeeze Box 嘗試了一些新東西，比如讓表演者用自己的聲音唱歌引起了當時紐約年輕藝術家的關注。就在那時，米切爾產生了一個表演的構想，由一位裝扮成變裝皇后的演員一邊唱歌一邊表演單口喜劇並添加戲劇性。
也是那年，史蒂芬·特拉斯克鼓勵米切爾在 Squeeze Box 展示他們最早的作品時，海德薇格成為了故事的主角。史蒂芬·特拉斯克是樂隊主唱，米切爾的男友 Jack Steeb 則擔任貝斯手。他們一致認為，為了保持搖滾能量，這首歌應該通過在俱樂部的樂團演出而不是在劇院中進行創作。
米切爾深受 Squeeze Box 翻唱搖滾樂的變裝表演者的歌單影響，《搖滾芭比》首場演出包含許多由米切爾改寫了歌詞的曲目，來講述海德薇格的故事：Fleetwood Mac的 "Oh Well"; Television的 "See No Evil"; Wreckless Eric的 "Whole Wide World"; Yoko Ono的 "Death of Samantha"; Pere Ubu的 "Non-Alignment Pact"; CherCher的 "Half Breed"; David Bowie的 "Boys Keep Swinging"; Mott the Hoople的 "All the Young Dudes"; 和Velvet Underground的 "Femme Fatale." Debby Boone"You Light Up My Life"的德國版曾作爲音樂劇的終曲。
米切爾的第二次演出是在 Squeeze Box 擔任臨時主持人，樂隊 Blondie 的女主唱黛博拉·荷莉也参與了演出。正是為了這個場合，邁克·波特首次設計了海德薇格的標誌性假髮，該假髮最初是用衛生紙捲筒包裹合成金髮製成的。米切爾、史蒂芬·特拉斯克和Cheater樂團（成員包含 Jack Steeb、Chris Wielding、Dave McKinley 和 Scott Bilbrey）繼續在菲斯夜總會和韋斯特貝斯劇院中心等場所創作了四年，直到 1998 年於外百老匯首演了完成的音樂劇。
米切爾本人於 2022 年公開承認自己是非二元性別，他解釋說海德薇格不是跨性別女性，而是一個性別酷兒角色。「她不僅僅是一個女人或一個男人」他說，「她是一個獨一無二的性別，而且意外地如此美麗。」他還表示，雖然海德薇格是一個酷兒的聲音，但她並不意味著一個特指的跨性別者「（性別重置手術）不是一種選擇。海德薇格不代表任何跨性別群體，因爲她曾經是...殘缺不全。」

## 故事概要
標示成紫色斜體的文字為音樂劇曲目，演唱順序與歌單根據各地的改編而有些微差異。

### 開場舞台
貫穿《搖滾芭比》全劇的是主角海德薇格大量的獨白以及敘事歌曲。
舞台製作的概念是，觀眾正在觀看性別酷兒搖滾歌手海德薇格·羅賓遜（Hedwig Robinson）在里茲一家工人酒吧的音樂表演，她跟隨搖滾明星湯米·諾西斯（Tommy Gnosis）的腳步在各地巡演。
偶爾海德薇格會在舞臺上打開身旁那扇門，去聆聽在鄰近場地舉辦的湯米·諾西斯音樂會，諾西斯正在從一場幾乎毀了他職業生涯的事件中恢復過來，他在高中時開車撞上了校車，並接受了海德薇格的口交。海德薇格利用自己在這起事件中的惡名，决定向觀眾講述她的故事 （“Tear Me Down”）。

### 故事敘述
海德薇格的助手、伴唱歌手兼丈夫伊札克（Yitzhak）為她同時提供幫助和阻礙。作爲一個來自薩格勒布的猶太變裝皇后，伊札克和海德薇格有着不健康的相互依賴關係。海德薇格整晚都在辱罵他，很明顯她被他的天賦所威脅（指"扮演女性"），這讓她自己黯然失色。她描述了她是如何在從他那裡獲得"不再以女性身份行事"的承諾後才同意嫁給他的，而伊札克對海德薇格對待他的方式感到非常不滿。（為了進一步推進音樂劇中模糊性別界限的主題，伊札克通常由女演員扮演。）
海德薇格講述了她的人生故事，故事開始於她還是"漢瑟·施密特（Hansel Schmidt）"時，一個在東柏林長大的「小女生」。漢瑟的父親是一名美國士兵，拋棄了家庭，她由與她感情疏遠的單身母親撫養長大，她從對西方搖滾樂的熱愛中得到了安慰。她迷上了一個名為“愛的起源”的故事 （“The Origin of Love”），這個故事是根據阿裡斯托芬在柏拉圖《會飲篇》中的演講改編的。它解釋了人類曾經存在過三種性別：“太陽之子”（男人和男人相連）、“地球之子”（女人和女人相連）和“月亮之子”（男人和女人相連），每個人都曾經是圓形的、雙頭的、四臂的、四條腿的生物，憤怒的神將這些早期人類一分爲二，讓分離的人們終身嚮往著他們的另一半。漢瑟決心尋找她命運中的另一半，但她確信自己必須前往西部才能找到。
在她20多歲的時候，她遇到了被派來東德的美國士兵路德·羅賓遜（Luther Robinson）（“Sugar Daddy”），路德說服她開始變裝，而後兩人相戀並決定結婚，路德答應帶漢瑟前往美國，條件是漢瑟必須變性。這個計劃將使漢瑟離開共産主義的東德去往資本主義的西德。漢瑟的母親海德薇格把她的名字和護照給了漢瑟，並找了一位醫生進行性別重置手術。然而，手術失敗了，漢瑟通過手術構建的陰道閉合了，雙腿之間留下了一英寸長的不正常的肉贅，此後，從漢瑟變成海德薇格的「她」，既不是男人也不是女人。“上面有一道疤痕，就像一張無眼而隆起的怪臉”。（“Angry Inch”）
海德薇格帶著路德贈送的戒指和假髮，以路德妻子的身份來到堪薩斯州的章克申市。在他們結婚一週年之際，路德卻為了一個男人離開了海德薇格。同一天，柏林圍牆倒塌，德國將重新統一，這意味著海德薇格為了在東德結婚，而前往西德變性的這個犧牲，是徒勞的。海德薇格從慘淡的分離中恢復過來，為自己創造了一個更加迷人、更女性化的身份，頭（head，與其名前三個字母hed同音）戴假髮（wig），濃妝艷抹，衣飾華麗 （“Wig in a Box”），並組建了一支她稱之為「憤怒的英寸（Angry Inch）」的搖滾樂隊在小酒館裡駐唱。
海德薇格與她照看的孩子的哥哥成了朋友，這個孩子是個害羞又被誤解的基督徒少年湯米·斯派克（Tommy Speck），斯派克被她爲自己寫的一首歌迷住了 （“Wicked Little Town”）。他們合作創作歌曲，並開始了一段戀情。他們的歌曲獲得了成功，海德薇格給他起了藝名湯米·諾西斯（Tommy Gnosis），海德薇格認爲湯米是她的靈魂伴侶（Gnosis的意思為"靈知"），沒有他，她就不完整了。但當湯米知道海德薇格不是生理上的女性後，他逐漸感到厭噁並在最終拋棄了她 （“The Long Grift”）。他未經同意便拿著海德薇格與他一起創作的歌曲發表出道，憑藉那些歌曲成為了一位非常成功的搖滾明星。"在國際上被忽視的"海德薇格和她的樂隊「憤怒的英寸」被迫通過在咖啡館、酒吧，在飽受蔑視的目光下表演來養活自己。
歷經了那個與十七歲少年湯米的情感波折，海德薇格又與變裝皇后伊札克有了戀情，如今的助手、伴唱歌手兼丈夫。每個男人都要求她戴上假髮，成為女人，至少貌似女人，然而海德薇格內心對此有著多重糾結。
隨著夜幕降臨，海德薇格情緒變得越來越古怪和不穩定，直到她最終在舞台上徹底失控，迫使伊札克走上前去唱歌 （“Hedwig's Lament”／“Exquisite Corpse”），在她崩潰地最嚴重的時候，她似乎變成了湯米·諾西斯，在她為他寫的歌曲 （“Wicked Little Town 重奏”）的重演中，他既乞求原諒又表示寬恕。海德薇格脫下假髮，褪去外衣和胸罩，並將她的假髮遞給了伊扎克，全身上下僅剩下一條黑色內褲。在平靜中，海德薇格表演了她的最後一首歌 （“Midnight Radio”）。劇末，恢復男身的海德薇格再度出場，伊札克幾度想把假髮戴回海德薇格頭上，海德薇格一再拒絕，如同“Wig in a Box”歌詞所言,“I wake up and turn back to myself.”（我醒來並且回歸我自己。），最終她接納自我，擁抱自己的靈魂。
劇情參考來源 

## 角色人物
| 角色                            | 角色介紹 |
| ------------------------------- | --- |
| 海德薇格·羅賓遜 Hedwig Robinson | 真名為漢瑟·施密特（Hansel Schmidt），「羅賓遜」是前夫路德的姓氏。「海德薇格」這個名字是她移民時母親給她的。在進行了性別重置手術（變性手術）後，失敗的手術使她的陰道閉合，雙腿之間留下了一英寸長的不正常的肉贅，此後的海德薇格，既不是男人，也不是女人。 她組建了一支樂隊「憤怒的英寸（Angry Inch）」，戴上假髮、穿著非常規、色彩鮮豔的衣服，將自己打造的迷人且女性化，她的標誌是兩側捲起的金色長假髮，她為人高傲、傲慢，性格尖銳且粗暴。海德薇格的人生目標是找到命運的另一半，在這個過程中，她屢屢受到路德、湯米、伊扎克的傷害，然後反覆情緒暴走，內心滿目瘡痍的她，仍在探索著「尋找自我，接納自己」的課題。 |
| 伊扎克 Yitzhak                  | 海德薇格·羅賓遜的現任丈夫，他原本是一名薩格勒布猶太役變裝皇后，後來與正在巡演的海德薇格一起前往美國，成了她的助手、樂隊伴唱歌手。儘管從那時起他不再「打扮成女人」，但她想成為變裝皇后的願望似乎仍然沒有消失，海德薇格對他打破當初"不再以女性身份行事"的承諾感到不滿，伊扎克則受夠了海德薇格如此的片面、衝動、難以捉摸的情緒。 |
| 湯米·諾西斯 Tommy Gnosis        | 本名為湯米·斯派克（Tommy Speck），海德薇格·羅賓遜的前男友，學生時期與在他家兼職做保姆的海德薇格相戀，但當湯米知道海德薇格不是生理上的女性後，他最終選擇拋棄並背叛了海德薇格，以海德薇格給他起的藝名“湯米·諾西斯”出道，拿著當初海德薇格單獨和與他一起創作的歌曲發表專輯，成為了一位非常成功的搖滾歌手。 |
| 路德·羅賓遜 Luther Robinson     | 海德薇格·羅賓遜的前任丈夫，被派往東柏林的美軍，與漢瑟·施密特相識相戀，並答應漢瑟帶他去美國，為了和路德結婚去美國的漢瑟（海德薇格）接受了變性手術。然而，來到美國後，他卻為了別的男人拋棄了海德薇格。 |
| 海德薇格 Hedwig                 | 漢瑟·施密特的生母，在女兒要變性前往美國之前，將自己的名字和護照給了漢瑟。 |

## 音樂曲目

### 原聲帶發行
- 1998年 —— 原創 外百老匯演員陣容（英语：Hedwig and the Angry Inch (soundtrack)）
- 2000年 —— 電影（英语：Hedwig and the Angry Inch (film)）原聲帶
- 2002年 —— "假髮（Wig）" 克利夫蘭公共劇院演員陣容
- 2003年 —— Wig in a Box（英语：Wig in a Box）（致敬專輯）
- 2004年 —— 英國 Atrocity 巡演演員陣容
- 2005年 —— 韓國原創演員陣容
- 2005年 —— 秘魯演員陣容
- 2006年 —— 韓國演員陣容
- 2006年 —— 澳洲原創演員陣容
- 2014年 —— 百老匯原創演員陣容

### 曲目版本
非百老匯曲目
1. "Tear Me Down"《摧毀我》——海德薇格與伊札克
2. "The Origin of Love"《愛的起源》——海德薇格
3. "Random Number Generation"《隨機數生成》 [b]
4. "Sugar Daddy"《甜心乾爹》——海德薇格與伊札克
5. "Angry Inch"《憤怒的英寸》——海德薇格
6. "Wig in a Box"《盒中的假髮》——海德薇格
7. "Wicked Little Town"《邪惡小鎮》——海德薇格
8. "The Long Grift"《漫長的騙局》——伊札克／Skszp[c]
9. "Hedwig's Lament"《海德薇格的輓歌》——海德薇格
10. "Exquisite Corpse"《精緻的屍體》——海德薇格與伊札克
11. "Wicked Little Town (Reprise)"《邪惡小鎮（重奏）》——湯米·諾西斯[d]
12. "Midnight Radio"《午夜電臺》——海德薇格

電影原聲帶
1. "Tear Me Down"《摧毀我》
2. "Origin of Love"《愛的起源》
3. "Angry Inch"《憤怒的英寸》
4. "Wicked Little Town" 《邪惡小鎮》——湯米·諾西斯[f]
5. "Wig in a Box"《盒中的假髮》
6. "The Long Grift"《漫長的騙局》
7. "Hedwig's Lament"《海德薇格的輓歌》
8. "Exquisite Corpse"《精緻的屍體》
9. "Midnight Radio"《午夜電臺》
10. "Nailed"《釘牢了》 [g]
11. "Sugar Daddy"《甜心乾爹》
12. "Freaks (with Girls Against Boys) "《怪胎（女孩對抗男孩）》 [g]
13. "In Your Arms Tonight"《今晚在你懷裡》 [g]
14. "Wicked Little Town" 《邪惡小鎮》——海德薇格 [f]

百老匯重演原聲帶
1. "America the Beautiful"《美麗的美國》 [h]
2. "Tear Me Down"《摧毀我》
3. "The Origin of Love"《愛的起源》
4. "Deutschlandlied"《德意志之歌》 [i]
5. "Sugar Daddy"《甜心乾爹》
6. "When Love Explodes"《當愛情爆炸》[j]
7. "Angry Inch"《憤怒的英寸》
8. "Wig in a Box"《盒中的假髮》
9. "Wicked Little Town"《邪惡小鎮》
10. "The Long Grift"《漫長的騙局》
11. "Hedwig's Lament"《海德薇格的輓歌》
12. "Exquisite Corpse"《精緻的屍體》
13. "Wicked Little Town (Reprise)"《邪惡小鎮（重奏）》
14. "Midnight Radio"《午夜電臺》

### 歌曲含義
這些歌曲中的大部分都被翻唱收錄在慈善致敬專輯中《Wig in a Box》

#### 《Tear Me Down》
《摧毀我》這是該劇的開場曲目，由海德薇格（Hedwig Robinson）和伊扎克（Yitzhak）兩個角色表演。其中包含了一段影射1961年8月13日柏林牆的修建和1989年11月9日柏林牆倒塌的對白。
《摧毀我》介紹了海德薇格這個人，她就像她的家鄉柏林一樣，“一分爲二”。最明顯的是，她一半是男性，一半是女性，但隨著歌曲的進展，我們看到她也是徵服者和受害者的混合體（“Enemies and adversaries, they try and tear me down 敵人和對手，他們試圖把我推倒 ”）；靈性和厭噁（“I rose ... like Lazarus 我像拉撒路一樣崛起 ”和“ecorate/degrade me with blood, graffiti and spit 用鮮血、塗鴉和唾沫裝飾/貶低我 ”）；無障礙和監禁（“Ain't much of a difference between a bridge and a wall 橋和牆沒什麼區別 ”）。
值得注意的是，海德薇格被比作共產主義東德和資本主義西德之間的分歧。她的個人危機源於這兩種狀態之間的差異以及她無法調和它們，就像她無法調和她的新身體一樣（“I rose from off the doctor's slab 我是從醫生的石板上爬起來的 ”）。

#### 《Sugar Daddy》
《甜心乾爹》在音樂劇中由海德薇格（Hedwig Robinson）和路德·羅賓遜（Luther Robinson）表演。共產主義東德與民主西方世界之間的分歧在歌曲歌詞裡的眾多文化參考中得到了體現。它們強調了這樣一種觀點，即海德薇格生活在共産主義世界，獨裁者和暴力是常態，而在牆的另一邊，路德（以及美國食品、時尚産品和技術進步）代表着美國夢。

#### 《Angry Inch》
《憤怒的英寸》這首歌詳細描述了海德薇格（Hedwig Robinson）爲了嫁給一名美國士兵路德·羅賓遜（Luther Robinson）並移居美國而接受的拙劣的變性手術。同名的“angry inch 憤怒的英寸”是海德薇格陰莖的殘餘——“six inches forward and five inches back 向前六英寸，向後五英寸 ”。在電影中，這首歌是在虛構的比爾蓋沃特酒吧表演的，這首歌曲引發了一場打鬥。

#### 《Wig in a Box》
《盒中的假髮》在音樂劇中由主角海德薇格（Hedwig Robinson）和她的樂團“憤怒的英寸 Angry Inch”表演，這首歌的歌詞充滿了隱喻和隱藏的含義。盒中那頂有名無實的假髮是海德薇格的丈夫路德·羅賓遜（Luther Robinson）給她買的最後一件禮物，海德薇格藉著歌曲講述了她聽音樂並戴上假髮的故事。
她通過戴起不同的假髮來尋找安慰和逃離現實，這些假髮象徵着各種角色和身份，藉著這些角色和身份來擺脫日常生活的束縛。歌曲的副歌特別有力量，歌詞為（“With a wig on my head and my sister by my side, I’m gonna let my spirit fly. I’m a pretty little girl again. 頭上戴着假髮，妹妹在身邊，我要讓我的精神放飛。我又變回了一個漂亮的小女孩。 ”）這些歌詞概括了這首歌的精髓，表達了對純真的渴望，以及在沒有恐懼或評判的情況下自由表達自己的願望，它代表著回歸一種快樂的狀態，在這種狀態下，一個人可以自由地做真實的自己，不受社會約束的束縛。
另外，這首歌出現的那部分故事發生在1989年，但這首歌提到了在1989年就已經過時的錄音（和播放）設備；它們反映了每種假髮風格的時代和海德薇賦予它的角色（“Miss Farah Fawcett on TV 電視上的法拉·福塞特小姐 ”、“Miss Beehive 1963／1963年的蜂巢小姐 ”）。

#### 《The Origin of Love》
《愛的起源》是根據柏拉圖《會飲篇》中的一個故事改編的。在座談會上，正在舉行一個聚會，會上發表一系列演講，向希臘愛神厄洛斯致敬，《愛的來源》取自劇作家阿裡斯托芬的演講。
演講中說到，很久以前，人類是由兩個背靠背粘在一起的人組成的，有兩張臉和八條肢體。男性與男性人類來自太陽，女性與女性人類來自地球，男性與女性人類來自月球。眾神出於嫉妒，將他們一分為二。現在，在我們的一生中，我們總是在努力尋找我們的“另一半”，而性交是我們將兩半重新組合在一起的唯一手段；這種重新成爲一個人的願望就是我們所説的“愛”。然而，兩個人想要完全重新結合是不可能的，因為最渴望團聚的是我們的靈魂，而不是我們的身體。
史蒂芬·特拉斯克談到這首歌的形式時說：「當我開始寫這首歌時，我想到的唯一方法就是把它寫成一本圖畫書。所以我寫了它，裡面的所有圖像，以及故事的講述方式，就像就像蘇斯博士圖畫書的語言。如果你大聲朗讀歌詞，它們讀起來就像一本圖畫書。」
這首歌雖然取自《會飲篇》座談會中的故事，但它故意混淆了不同文化的神（如宙斯、歐西里斯和托爾）。它提出了海德薇格（Hedwig Robinson）的觀點，即人類有預先注定的靈魂伴侶，而她正在尋求她的。在電影的結尾，湯米·諾西斯（Tommy Gnosis）在歌曲《Wicked Little Town》的重奏中闡述了這個想法，認為沒有宇宙力量可以控制我們的命運（“And there's no mystical design, no cosmic lover preassigned 沒有神秘的設計，沒有預先指定的宇宙情人”），並暗示海德薇格需要繼續前進。

#### 《Wicked Little Town》
《邪惡小鎮》是對海德薇格（Hedwig Robinson）和湯米·諾西斯（Tommy Gnosis）這兩個角色之間註定要失敗的愛情的詩意反思。原曲基本上是關於一個人在一個似乎無法逃脫的邪惡小鎮愛上某人的故事。在《搖滾芭比》的故事中，海德薇格把這首曲子作爲情歌唱給了湯米，而在電影中，當湯米走進甜甜圈店時，她正在唱這首歌的其中一個版本，在電影的後面，一個完整的搖滾民謠版本被創作出來，供湯米唱給海德薇格聽。在他與海德薇格的關係被揭露後，湯米唱道他為自己傷害了海德薇格而感到抱歉，他從來不明白她「不僅僅是一個女人或一個男人」現在他終於看到了他通過竊取她的歌曲從她那里奪走了多少東西。他還告訴她，她對靈魂伴侶和宇宙命運的想法阻止了她繼續前進（“Maybe there's nothing up in the sky but air...也許天空中除了空氣什麼也沒有...”)然後，他祝她一切安好，便溜進了黑暗中，留下海德薇格一個人哭着。
值得注意的是，歌曲中的一句台詞（“If you've got no other choice, you know you can follow my voice 如果你沒有其他選擇，你知道你可以跟隨我的聲音 ”）在故事中被逐字逐句地出現，海德薇格在全國各地的音樂會上跟隨湯米，（“following his voice. 跟隨他的聲音。”）也可以說，湯米追隨了海德薇格的聲音，考慮到他對她的英雄崇拜，他扮演了她設計的湯米·諾西斯角色，以及他盜用了她的歌曲。當湯米重唱《Wicked Little Town－重奏》，他在歌曲繼續播放時，停止唱到“voice聲音”，海德薇格在鏡頭中露出了微笑反應。

#### 《The Long Grift》
電影版的《漫長的騙局》被剪掉，只留下一句“Look what you've done. 看你做了什麼 ”。
舞台版中，這首歌由海德薇格（Hedwig Robinson）的丈夫伊扎克（Yitzhak）演唱，當時海德薇格情緒激動，無法繼續演唱這首歌。歌詞指責海德薇格的前情人湯米·諾西斯（Tommy Gnosis）欺騙了她，並唱道：“I didn't want to know that your cool, seductive serenade // Is a tool of your trade, you gigolo. 我不想知道你那酷炫、誘人的小夜曲// 是你交易的工具，你這個小白臉。”海德薇格最後貶低了他們的愛情，唱道“The love that had me in your grip // was just a long, long grift. 讓我緊緊抓住你的愛情只是一個很長很長的騙局。”

#### 《Midnight Radio》
《午夜電臺》在百老匯外的原版戲劇和2001年劇情片中由約翰·卡梅隆·米切爾演唱。這首歌提到了許多鼓舞人心的搖滾樂女性，包括艾瑞莎·弗蘭克林、小野洋子、妮可、帕蒂·史密斯、蒂娜·特納和諾娜·亨德利斯。
《搖滾芭比》分析之參考來源 

## 版本卡司
| 角色     | 外百老匯           | 倫敦西區        | 紐約百老匯         | 美國巡演    |
| 角色     | 1998年             | 2000年          | 2014年             | 2016年      |
| -------- | ------------------ | --------------- | ------------------ | ----------- |
| 海德薇格 | 約翰·卡梅隆·米切爾 | 麥克·瑟沃瑞斯   | 尼爾·派屈克·哈里斯 | 達倫·克里斯 |
| 伊扎克   | 米利亞姆·肖爾      | Elizabeth Marsh | 麗娜·霍爾          | 麗娜·霍爾   |

曾在美國舞臺上扮演海德薇格·羅賓遜的演員包括：
麥克·瑟沃瑞斯、尼爾·派屈克·哈里斯、麗娜·霍爾、達倫·克里斯、泰·迪哥斯、安德魯·蘭內斯、麥可·凱雷·霍爾、艾麗·希迪、厄南·莫頓、凱文·卡洪、吉恩·但丁、安東尼·瑞普、馬特·麥格拉斯、傑夫·史柯隆、尼克·蓋里森、iOTA。

### 外百老匯
1998年2月14日，《搖滾芭比》在外百老匯的簡街劇院首演，並在演出857場後於2000年4月9日閉幕。導演由彼得·阿斯金擔任，音樂舞臺由傑里·米切爾擔任，海德薇格最初由約翰·卡梅隆·米切爾扮演，伊扎克由米利亞姆·肖爾扮演。該劇院位於河景酒店的舞廳，這裡曾是泰坦尼克號幸存船員的住處（這一事實在最初的製作中也有出現）。
在這部外百老匯作品中扮演海德薇格的演員包括麥克·瑟沃瑞斯、Donovan Leitch、艾麗·希迪、凱文·卡洪、阿薩·薩默斯和馬特·麥格拉斯。
1998年，這部作品贏得了奧比獎（Obie Award）、斯蒂芬·塔斯克和演員特別獎（Special cities for America and casts）以及最佳外百老匯音樂劇獎（Outer Critics Circle Award）。

### 百老匯
尼爾·派屈克·哈里斯在貝拉斯科劇院（Belasco Theatre）出演了百老匯的第一部作品，該劇於2014年3月29日開始試映，並於2014年4月22日正式上映，哈里斯一直參與到2014年8月17日。導演是邁克爾·梅爾，音樂舞臺由斯潘塞·利夫（Spencer Liff）擔任。 麗娜·霍爾在2015年4月之前一直扮演海德薇格的丈夫伊扎克。這部作品贏得了多項東尼獎，包括最佳音樂劇復興獎、最佳音樂劇男主角（哈里斯）和最佳音樂劇女主角（麗娜·霍爾）。 它還被提名為音樂劇最佳服裝設計獎（Arianne Phillips），她也為2001年的原版電影設計服裝。
尼爾·派屈克·哈里斯離開劇組後，安德魯·蘭內斯在2014年8月20日接替了海德薇格的角色，之後是麥可·凱雷·霍爾從2014年10月16日至2015年1月18日接替後持續扮演海德薇格。該劇的聯合創作人約翰·卡梅隆·米切爾於2015年1月21日至4月26日回歸。達倫·克里斯於2015年4月29日接替海德薇格的角色，一直演到2015年7月19日。泰·迪哥斯於2015年7月22日擔任該角色，並在2015年9月13日該劇結束時出演。麗娜·霍爾於2015年4月4日離開劇組後，雷貝嘉·娜歐蜜·瓊斯於2015 年4 月14 日接任伊扎克一角，此前香農·康利（Shannon Conley）擔任了一週的伊扎克角色。
在經曆了22場預演和507場常規演出後，百老匯的演出於2015年9月13日閉幕。

### 美國
2002年，華盛頓特區的 Signature Theater製作了這部音樂劇。
2002年和2003年，Zany Hijinx在麻塞諸塞州波士頓製作了該劇，吉恩·但丁飾演海德薇格，麗莎·鮑徹（Lisa Boucher）飾演伊扎克。
2010年夏天，《搖滾芭比》在波多黎各聖胡安演出，吉爾·勒內（Gil René ）扮演海德薇格，Simples Mortales樂團演奏所有現場音樂。 這個版本的《搖滾芭比》被完全翻譯成西班牙語。
2011年，吉恩·但丁和麗莎·鮑徹（Lisa Boucher）在Zany Hijinx的《搖滾芭比》，於新英格蘭巡演中再次扮演海德薇和伊扎克。
2012年夏天，舊金山Boxcar劇院上演了一部作品，由12名不同種族的男演員和女演員組成，在每一場演出中都扮演海德薇格。該劇從2012年12月開始，一直持續到2013年8月，每晚都有八名演員擔任主角。
2013年6月，JJ·帕克（JJ Parkey）和露絲·斯蒂芬斯（Ruthie Stephens）在俄亥俄州哥倫佈市的短劇中扮演海德薇格和伊扎克。經過2013年的成功演出和新年前夜的演出，Roxy Theatricals 於2014年1月17日至2月1日在伊利諾伊州斯普林菲爾德的傳統劇院上演了這部作品。
2014年10月，《搖滾芭比》由弗吉尼亞州裡士滿的TheatreLAB and Spin，Spit & Swear製作，由馬特·肖夫納（Matt Shofner）出演海德薇格，比安卡·佈萊恩（Bianca Bryan）飾演伊扎克。
- 首次美國巡演

2014年，百老匯製作的全美巡演於2016年10月4日從舊金山金門劇院開始，分別由達倫·克里斯飾演海德薇格和麗娜·霍爾飾演伊扎克。麗娜·霍爾在八場演出中每週扮演一次海德薇格這個角色，這使她成爲第一個在同一部作品中同時扮演海德薇格和伊扎克的演員。兩位演員於2016年11月27日結束了他們演出。
2016年11月29日至2017年7月2日，尤安·莫頓和漢娜·科諾（Hannah Corneau）分別飾演海德薇格和伊扎克，梅森·亞歷山大·帕克繼續擔任海德薇格替補，香農·康利（Shannon Conley）擔任伊扎克替補。

### 英國
2000年9月19日，《搖滾芭比》於倫敦西區劇場公演，2000年11月4日由麥克·瑟沃瑞斯主演，並結束了公演。
2010年夏天，作為愛丁堡邊緣藝術節的一部分，該劇在蘇格蘭愛丁堡的喬治廣場劇院上演。
2015年夏天，在愛丁堡邊緣藝術節表演，其中“Wicked Little Town”曲目受到歡迎。
2022年4月，傑米·弗萊徹（Jamie Fletcher）執導復排版，主演由迪維娜·德·坎波（Divina de Campo）飾演海德薇格和伊萊賈·費雷拉（Elijah Ferreira）飾演伊扎克。復排版在利茲劇院開幕，之後轉移到曼徹斯特的HOME。它獲得了三項WhatsOnStage獎，包括de Campo的最佳表演獎和最佳佈景設計獎。
大衛·拜恩德製作了2014年的百老匯版《搖滾芭比》，他宣佈計劃在2023年將同樣的製作帶到倫敦西區。約翰·卡梅隆·米切爾曾透露計劃在2015年將同樣的作品轉移到倫敦西區，儘管這從未實現。

### 巴西
2010年8月，由巴西改編的《搖滾芭比》在里約熱內盧首映，保羅·維赫納（Paulo Vilhena）和皮埃爾·拜特利（Pierre Baitelli）飾演海德薇格。這是第一次由兩名演員在舞台上同時扮演海德薇格的改編作品。該劇由埃萬德羅·梅斯基塔（Evandro Mesquita）執導。音樂劇預演從2010年8月10日持續到9月3日，完整演出從2010年9月15日持續到11月6日，總共46場演出。
2011年8月26日，同樣的演出於聖保羅重新上演，一直持續到2011年10月16日，總共演出了25場。由演員皮埃爾·拜泰利（Pierre Baitelli）和費利佩·卡瓦利多（Felipe Carvalhido）扮演海德薇格，埃琳·波爾托（Eline Porto）演奏伊扎克。在 Prêmio Shell de Teatro 獲得最佳男主角提名（Pierre Baitelli）和最佳音樂導演提名（Danilo Timm 和 Evandro Mesquita）。最佳男主角（Pierre Baitelli）獎得主，並在巴西藝術節上獲得最佳製作獎（Oz）、最佳導演獎（Evandro Mesquita）和最佳女主角獎（Eline Porto）提名。 此外，憑藉Prêmio Contigo de Teatro獲得巴西改編最佳音樂劇提名。
2012年4月4日至22日，再度於里約熱內盧演出，並於2012年4月26日至29日在庫里蒂巴巡回演出，共16場。2012年11月24日，約翰·卡梅隆·米切爾與巴西海德薇格演員和嘉賓舉行了一場音樂會，《搖滾芭比》於11月23日和25日在里約進行了兩場演出，並於2012年11月29日、30日、12月1日和2日在福塔萊薩進行了四場演出。另有7場演出於2014年2月在巴西利亞和累西腓舉行，最終完成了巴西《搖滾芭比》項目，演出總數達到100場。
2023年3月，演員古斯塔沃·埃斯比奇（Gustavo Essbich）宣佈，他將飾演海德薇格，圖阿尼·艾弗琳（Tuany Aveline）飾演伊扎克。首映式將在南里奧格蘭德州阿雷格里港市（巴西南部）舉行，隨後將移師聖保羅。

### 德國
《搖滾芭比》分別於2008年、2009年、2010年和2011年在美因法蘭克福演出，2002年、2013年和2014年在柏林演出，2014年6月19日在不來梅首映。
柏林
- 2002年10月3日至2002年11月20日：Glashaus der Arena Berlin[71] （德魯·薩里奇（英语：Drew Sarich） - 海德薇格，Rhys Martin - 導演）
- 2013年5月30日至2013年8月31日：Admiralspalast Klub[72] （Sven Ratzke – 海德薇格，Guntbert Warns – 總監）
- 2014年9月17日至2014年9月20日：柏林BKA劇院[73][74][75]（Sven Ratzke - 海德薇格，Guntbert Warns - 導演）
- 2014年2月25日至2014年2月29日：柏林BKA劇院[76][77]（Sven Ratzke - 海德薇格，Guntbert Warns - 導演）
- 2014年3月18日至2014年3月21日：柏林BKA劇院[78][79]（Sven Ratzke - 海德薇格，Guntbert Warns - 導演）
- 2015年2月19日至2015年2月23日：柏林BKA劇院[80][81]（Sven Ratzke - 海德薇格，Guntbert Warns - 導演）
- 2015年3月19日至2015年3月23日：柏林BKA劇院[82][83]（Sven Ratzke - 海德薇格，Guntbert Warns - 導演）
- 2016年10月18日至2016年10月22日：柏林BKA劇院[84][85]（Sven Ratzke - 海德薇格，Guntbert Warns - 導演）
- 2016年11月16日至2016年11月20日：柏林BKA劇院[86][87]（Sven Ratzke - 海德薇格，Guntbert Warns - 導演）
- 2020年9月14日至2022年6月20日：柏林文藝復興劇院（Sven Ratzke - 海德薇格，Guntbert Warns - 導演）
- 2022年9月26日至2023年6月28日：柏林文藝復興劇院（Sven Ratzke - 海德薇格，Guntbert Warns - 導演）

漢堡
- 2016年11月8日至2016年11月13日Schmidts Tivoli（Sven Ratzke – 海德薇格，Guntbert Warns – 導演）

法蘭克福
- 2008年2月：（Nigel Francis – 海德薇格）

- 2009年11月20日至2009年12月20日：Sinkkasten[88]
- 2010年11月20日至2011年1月8日： Nachtleben[89]
- 2011年8月19日至2011年8月21日： Neues Theater Hoechst （Nigel Francis – 海德薇格 和 Diana Nagel – 伊扎克）[90]
- 2017年9月22日：由托馬斯·赫爾穆特·希普（Thomas Helmut Heep）執導，邁克爾·卡格斯（Michael Kargus）飾演海德薇格，凱瑟琳·哈納克（Kathrin Hanak）飾演伊扎克，以及盧卡斯·維策爾（Lukas Witzel）飾演候補海德薇格。新陣容在法蘭克福擁有200個座位的Brotfabrik場館上演。[91]

不來梅
- 2014年6月19日，德國版《搖滾芭比》在不來梅的 Schwankhalle 首映，演員帕斯卡·諾德納（Pascal Nöldner）飾演海德薇格，比爾吉特·科琳娜·蘭格（Birgit Corinna Lange）飾演伊扎克，導演是諾梅娜·斯特魯斯（Nomena Struß）。共12場演出，於6月11日進行公開排練。

薩爾蘭
- 2023年10月27日，於薩爾布呂肯首映，預計公演至2024年3月15日，由盧卡斯·威策爾（Lukas Witzel）飾演海德薇格。[92][93]

### 韓國
韓國於2005年在擁有250個座位的大學路現場劇場首次製作《搖滾芭比》，此後每季都會在多個小劇院與觀眾見面，演出已經超過2300場次，成爲韓國持續時間最長、銷量穩定的音樂劇。於2016年3月開始擴大規模，以《Hedwig: New Makeup》為題公演 。截至2024年，已開啟14季演出。
隨著演出場地規模的擴大，整體製作也發生了變化。背景由原先的江景酒店改為百老匯，並相應引入了廢車場和起重機作為舞台背景。劇末由以往走過觀眾席退場的結局，轉變為在舞臺上背對著觀眾退場，帶來了“開放式結局”的效果。
| 演出日期              | 演出劇院                       | 卡司 |
| --------------------- | ------------------------------ | --- |
| 2005.4.12－2005.6.26  | 大學路 現場劇場                | 海德薇格：吳萬石、曹承佑、宋勇鎮、金多炫 伊扎克：이영미、백주연                                         |
| 2005.11.1－2006.2.26  | 大學路 現場劇場                | 海德薇格：嚴基俊、宋勇鎮、金多炫、宋昶儀 伊扎克：西門卓、백주연、이영미、홍미옥、전혜선                 |
| 2006.10.14－2007.5.13 | 大學路 俱樂部 SH               | 海德薇格：曹政奭、宋勇鎮、金多炫、李錫俊、김수용 伊扎克：서문탁、전혜선、이영미、안유진                 |
| 2008.6.27－2009.1.11  | KT&G桑桑藝術館                 | 海德薇格：曹政奭、宋勇鎮、金多炫、李錫俊、김수용、이주광 伊扎克：전혜선, 김영지, 문혜원                 |
| 2009.11.14－2010.2.28 | KT&G桑桑藝術館                 | 海德薇格：尹度玹、宋勇鎮、宋昶儀、윤희석、최재웅、강태을 伊扎克：Lisa、전혜선、최우리、최소영           |
| 2011.5.14－2011.8.21  | KT&G桑桑藝術館                 | 海德薇格：曹政奭、김동완、최재웅、김재욱 伊扎克：전혜선、이영미、최우리                                 |
| 2012.8.11－2012.10.28 | KT&G桑桑藝術館                 | 海德薇格：吳萬石、朴建炯 伊扎克：이영미、안유진                                                         |
| 2013.6.08－2013.9.8   | 白岩藝術廳                     | 海德薇格：曹承佑、宋昶儀、손승원 伊扎克：구민진、조진아                                                 |
| 2014.5.13－2014.9.28  | 白岩藝術廳                     | 海德薇格：曹承佑、金多炫、金烔完、박건형、최재웅、조승우、손승원 伊扎克：이영미、서문탁、전혜선、최우리 |
| 2016.3.1－2016.5.29   | 弘益大學 大學路 藝術中心大劇院 | 海德薇格：尹度玹、曹承佑、曹政奭、丁文晟、卞耀漢 伊扎克：J-Min、서문탁、임진아                          |
| 2017.8.18－2017.11.5  | 弘益大學 大學路 藝術中心大劇院 | 海德薇格：吳萬石、丁文晟、柳演錫、邁克爾·李、조형균 伊扎克：전혜선、제이민、유리아                      |
| 2019.8.16－2019.11.3  | 弘益大學 大學路 藝術中心大劇院 | 海德薇格：吳萬石 、丁文晟、尹少浩、邁克爾·李、李奎炯、全東奭 伊扎克：J-Min、洪西瑛、유리아              |
| 2021.7.30－2021.10.31 | 忠武藝術中心大劇院             | 海德薇格：吳萬石、曹承佑、李奎炯、고은성、렌、崔珉起 伊扎克：이영미、김려원、제이민、유리아             |
| 2024.3.22－2024.6.23  | 首爾蠶室夏洛特劇院             | 海德薇格：曹政奭、柳演錫、全東奭 伊扎克：張恩雅、李藝恩、麗恩                                           |

### 日本
日版音樂劇的製作於2005年6月16日在 Parco 劇院開始， 由三上博史和 Emi Eleonola 主演。
2007年2月15日，新的舞臺版上映，在東京新宿首演， 由山本浩司主演。
2008年4月4日，再次上演，由 Koji Yamamoto 領銜，再次在東京新宿公演，表演場次比上一年更多。
2009年舉辦了兩個城市的巡演，11月27日在大阪的Wel City，12月2日到6日在東京的Zepp Tokyo。
2012年9月28日，開啟了新的公演，在東京Zepp DiverCity，由森山未來主演。
2019年8月31日，該音樂劇的新版本於東京Ex劇院六本木首演，由浦井健治擔任海德薇格，Avu Barazono擔任伊扎克。

### 台灣
2013年，瘋戲樂工作室取得授權改編，於臺北華山1914文化創意產業園區演出，展演日期為2013年3月14日至2013年4月14日，由呂寰宇、葉百恂、管罄、賴盈螢主演，實現《搖滾芭比》全球「中文版」的首演。
2023年，瘋戲樂工作室通過"集資計畫"，成功再度開啟展演，於臺北CORNER MAX大角落多功能展演館演出，展演日期為2023年9月16日至2023年10月22日，由林家麒、蕭東意、周家寬飾演主角海德薇格，鄭宜農、管罄、金仁馨飾演伊扎克。
2024年，瘋戲樂工作室再度開啟展演，於臺北表演藝術中心演出，展演日期為2024年3月19日至2024年3月24日，由周定緯、蕭東意、周家寬飾演主角海德薇格，許瓊文（好樂團）、管罄、金仁馨飾演伊扎克。

### 泰國
2011年7月，《搖滾芭比》由曼谷大學劇團上演，隨後於2014年6月在 Mongkol RCA Studio 再次演出，兩次作品中，海德薇格均由 Chanudol Suksatit 飾演。

### 捷克
2011年春天，布拉格英語劇院 AKANDA 在鐵幕俱樂部上演了《搖滾芭比》，由傑夫·弗裡茨（Jeff Fritz）扮演海德薇格，烏莉娜·埃琳娜（Uliana Elina）扮演伊扎克。

### 荷蘭
2014年6月，飾演海德薇格的斯文·拉茨克（Sven Ratzke）將柏林製作的《搖滾芭比》帶到阿姆斯特丹、烏特勒支和埃因霍溫等地，進行爲期三週的演出。這部音樂劇在荷蘭獲得了好評。

### 以色列
2020年5月，《搖滾芭比》計畫在以色列電影城劇院進行首映，以希伯來語演出，由羅伊·多列夫（Roi Dolev）飾演海德薇格，並使用原創百老匯假髮設計師邁克·波特（Mike Potter) 設計的假髮。然而，COVID-19疫情迫使該劇延后上映。不久後，該劇發行了一首隔離期間錄製的單曲， 被作家史蒂芬·特拉斯克譽為“有史以來最好的《Wicked Little Town》版本之一”。
2020年8月9日，該片宣佈打算從2020年10月開始為社交距離較遠的小觀眾提供首映前演出。然而，2021年1月由於以色列進入第二次和第三次隔離，該片仍處於懸而未決的狀態， 不允許公開演出。
2021年3月，該劇開始了首演前演出，這是COVID-19疫情後以色列第一部恢復演出的音樂作品。該作品隨後於2021年夏季在以色列進行巡演，隨後於2022年6月8日在新藝城劇院正式首演，並於2023 年移至Beit Hahayal。巡演於2023年4月10日結束。
《Ynet》（新聞網站）稱讚這部作品是“最近在以色列看到的最令人耳目一新的東西之一。”《Walla!》（門戶網站）補充道“精彩的演出終於來到了以色列，這真是太棒了。”

### 加拿大
2001年，《搖滾芭比》於加拿大多倫多首映，由特德·戴克斯特拉 (Ted Dykstra) 主演。
2003年4月，在加拿大西部的愛德蒙頓和溫哥華同步上演，埃德蒙頓劇院的演出於4月1日開幕，並一直持續到4月27日。在溫哥華，邁克爾·費拉（Michael Fera）執導並於4月4日開幕，由葛列格·阿姆斯壯-莫里斯（Armstrong-Morris）飾演海德薇格，梅根·加德納（Meghan Gardiner）飾演伊扎克，一直持續到6月7日。
2013年10月2日至11月2日，Ghost Light Projects 將製作此劇並重返溫哥華，在 The Cobalt 進行為期五週的演出。該作品由瑞安·亞曆山大·麥克唐納（Ryan Alexander McDonald）飾演海德薇格，李·麥克歐文（Lee McKeown）飾演伊扎克。

### 墨西哥
2011年4月，該音樂劇在聖米格爾-德阿連德上演，並以英語和西班牙語同時呈現。它還作為瓜納華托電影節的特別活動進行演出。這部作品獲得了2011年聖米格爾最佳戲劇獎。
2017年6月，在推廣LGBTQ其文化和權利的倡議下，該劇再次在米卻肯州扎卡普上演，這一次完全是西班牙語。該活動由一個獨立劇團與搖滾樂隊 Karma 合作舉辦，同時也恰逢2017年Tianguis多元文化藝術節，因此在一次性的非營利活動中實現了滿座。

### 奧地利
2006年3月23日，《搖滾芭比》在維也納舉行了首映式。由安德烈亞斯·比伯（Andreas Bieber）飾演海德薇格，安克·菲德勒（Anke Fiedler）飾演伊扎克。
2023年1月、5月、6月，德魯·薩里奇在維也納的 Das Vindobona 扮演海德薇格，安·曼德雷拉扮演伊扎克。

### 義大利
2004年，英國卡司巡迴演出《搖滾芭比》於義大利首演，演出日期為2004年11月3日至2004年11月14日，在米蘭 Ariberto 劇院，由原版英國巡演演員陣容演出。

### 紐西蘭
2019年5月，《搖滾芭比》在基督城的法院劇院舉行了紐西蘭首映式，亞當·雷尼（Adam Rennie）擔任主角。

### 土耳其
2016年，土耳其首映於伊斯坦堡，由 Yilmaz Sutcu 飾演海德薇格，Ayse Gunyuz 飾演伊扎克，Baris Arman 執導。

### 香港
2025年，《搖滾芭比》首度被翻譯成粵語於香港西九文化區自由空間首演，演出日期為2025年5月10日至2025年5月17日，由鄭君熾（Jordan Cheng）飾演海德薇格、陳葦璇（Kira Chan）及陳卉蕾飾演伊扎克，林俊浩執導。

## 電影改編

2001年電影《搖滾芭比》

2001年《搖滾芭比》音樂劇被拍成電影，於2001年1月19日首映，由約翰·卡梅隆·米切爾改編、執導、主演，電影同樣被命名為《Hedwig and the Angry Inch》。

### 製作
《搖滾芭比》在外百老匯演出期間，約翰·卡梅隆·米切爾接到邀請將《搖滾芭比》改編成電影。他在聖丹斯電影實驗室開發了部分劇本，特別是湯米·斯佩克（Tommy Speck）主演的預告片場景。隨後，該片入圍聖丹斯電影節。
根據DVD中的音訊評論，電影中大部分歌曲都是在拍攝時“現場”錄製的，以捕捉現場表演的強度與真實感。原聲帶專輯中的大部分歌曲則都是錄音室錄製，原聲帶中的《Hedwig's Lament》一曲為現場錄音。

### 反響
在線上評論聚合網站爛番茄上，這部電影在113條評論中獲得了92%的支持率，平均評分為7.9/10。 該網站的評論共識是：「《搖滾芭比（電影）》很可能是下一部《洛基恐怖秀》午夜電影。它不僅知道如何搖滾，海德薇格的故事也充滿了情感上的辛酸。」
在線上評論聚合網站Metacritic上，根據影評人的29條評論，這部電影的平均得分為85分（滿分100分），表明「普遍好評」。
《Mr. Showbiz》的凱文·梅納德（Kevin Maynard）寫道，「這部電影"以真誠和幽默擊敗了夏季電影競賽"」。
《華爾街日報》的埃德·愛潑斯坦 (Ed Epstein) 寫道，「這種擺脫單調的非凡經歷不容錯過」。
《巴爾的摩太陽報》的克里斯·卡爾滕巴赫（Chris Kaltenbach）寫道，「這是米切爾的節目，他的表演無愧於他作爲作家、導演和明星的三重身份。」。
《IGN》評論網站上的評論家 Smriti Mundhra 寫道，「儘管《搖滾芭比》可能沒有重新定義搖滾音樂劇，但它通過用受柏拉圖哲學和查克·貝里（搖滾音樂先驅者）等不同主題啟發的龐克魅力搖滾取代了《洛基恐怖秀》中相對健康的搖滾音樂，並通過一次拙劣的變性手術將性別扭曲、變裝的事情提升到了一個全新的水准」。

### 票房
《搖滾芭比（電影）》在600萬美元的預算中獲得了3,644,200美元的美國國內總票房。電影於2001年7月20日在美國9家影院上映，上映首週末票房收入156,724美元，位列票房榜第28位。2019 年，標準收藏公司首次發行了藍光版《搖滾芭比（電影）》。在"Reunion"特別版紀錄片中，導演兼主演約翰·卡梅隆·米切爾表示，票房不佳的部分原因是該片的上映不久後，紐約市發生了911襲擊事件。事件發生後不久，所有電影院都為觀眾提供了免費入場券，儘管許多人確實看過這部電影，但免費開放意味着《搖滾芭比（電影）》在這上映期間沒有賺到任何錢。這部電影在國際上獲得了狂熱的追隨者，並出現在許多“最佳影片”名單上。

### DVD發行
這部電影於2001年12月11日以DVD形式發行，其中包括删除的場景、米切爾和攝影總監法蘭克·德馬爾科（Frank DeMarco）的音訊評論、長篇紀錄片《不管你喜歡與否：海德薇格的故事》以及最初的劇場預告片。
被刪除的場景大多是圍繞海德薇格身邊的人物展開的；我們了解了更多關於伊扎克的事情（他曾經是一個名為“Krystal Nacht”的變裝皇后，這是對 Kristallnacht 的雙關語），以及他是如何在克羅地亞的一家變裝酒吧遇到海德薇格的，我們還看到他正準備試鏡《吉屋出租》中的安琪（Angel）一角。
標準收藏公司於2019年6月25日重新發行了這部電影的DVD和藍光光碟，此次發行包括新的和存檔的特別功能。

### 電影獎項榮譽
| 年份 | 頒獎典禮                   | 類別                         | 被提名者                     | 結果 |
| ---- | -------------------------- | ---------------------------- | ---------------------------- | ---- |
| 2001 | 柏林國際電影節             | 最佳故事片（泰迪獎）         | 最佳故事片（泰迪獎）         | 獲獎 |
| 2001 | 聖丹斯電影節               | 評審團大獎                   | 評審團大獎                   | 提名 |
| 2001 | 聖丹斯電影節               | 觀眾獎（戲劇類）             | 觀眾獎（戲劇類）             | 獲獎 |
| 2001 | 聖丹斯電影節               | 導演獎（劇情片）             | 約翰·卡梅隆·米切爾           | 獲獎 |
| 2001 | 美國 國家審查委員會        | 最佳新人導演                 | 約翰·卡梅隆·米切爾           | 獲獎 |
| 2001 | 哥譚獎                     | 最佳突破導演                 | 約翰·卡梅隆·米切爾           | 獲獎 |
| 2001 | 洛杉磯影評人協會獎         | 新生代獎                     | 約翰·卡梅隆·米切爾           | 獲獎 |
| 2001 | 多維爾美國電影節           | 電影直播獎                   | 約翰·卡梅隆·米切爾           | 獲獎 |
| 2001 | 多維爾美國電影節           | 影評人獎                     | 約翰·卡梅隆·米切爾           | 獲獎 |
| 2001 | 多維爾美國電影節           | 特別大獎                     | 約翰·卡梅隆·米切爾           | 獲獎 |
| 2001 | 希洪國際電影節             | 最佳演員                     | 約翰·卡梅隆·米切爾           | 獲獎 |
| 2001 | 蒙特利爾嬉笑節             | 評審團特別獎                 | 評審團特別獎                 | 獲獎 |
| 2001 | 普羅溫斯敦國際電影節       | 最佳影片                     | 最佳影片                     | 獲獎 |
| 2001 | 舊金山國際電影節           | 觀眾最佳敘事長片             | 觀眾最佳敘事長片             | 獲獎 |
| 2001 | 舊金山國際男女同性戀電影節 | 最佳首部影片                 | 約翰·卡梅隆·米切爾           | 獲獎 |
| 2001 | 西雅圖國際電影節           | 最佳演員                     | 約翰·卡梅隆·米切爾           | 獲獎 |
| 2001 | 斯德哥爾摩國際電影節       | 榮譽獎                       | 榮譽獎                       | 獲獎 |
| 2002 | 金球獎                     | 最佳音樂或喜劇電影男演員表演 | 約翰·卡梅隆·米切爾           | 提名 |
| 2002 | 獨立精神獎                 | 最佳影片                     | 最佳影片                     | 提名 |
| 2002 | 獨立精神獎                 | 最佳攝影                     | Frank G. DeMarco             | 提名 |
| 2002 | 獨立精神獎                 | 最佳導演                     | 約翰·卡梅隆·米切爾           | 提名 |
| 2002 | 獨立精神獎                 | 最佳首部劇本                 | 約翰·卡梅隆·米切爾           | 提名 |
| 2002 | 獨立精神獎                 | 最佳男主角                   | 約翰·卡梅隆·米切爾           | 提名 |
| 2002 | 鳳凰城影評人協會獎         | 最佳利用先前出版或錄製的音樂 | 最佳利用先前出版或錄製的音樂 | 獲獎 |
| 2002 | 洛杉磯狂歡節               | 最佳男主角                   | 約翰·卡梅隆·米切爾           | 獲獎 |
| 2002 | 洛杉磯狂歡節               | 最佳女配角                   | 米利亞姆·肖爾                | 獲獎 |
| 2002 | 佛羅里達影評人協會獎       | 最佳歌曲                     | 最佳歌曲                     | 獲獎 |
| 2002 | 佛羅里達影評人協會獎       | 年度新人                     | 約翰·卡梅隆·米切爾           | 獲獎 |
| 2002 | GLAAD 媒體獎               | 優秀影片（限量發行）         | 優秀影片（限量發行）         | 獲獎 |

## 評價反響
1. 這部音樂劇被《滾石》雜誌的大衛·弗裏克（英语：David Fricke）譽為「第一部真正搖滾的搖滾音樂劇」。[154]
2. 英國《衛報》給予此部音樂劇很好的評價，並道「基於柏拉圖哲學的戲劇沒有比《搖滾芭比》更響亮、更淫蕩或更華麗的原創了」、「《搖滾芭比》比百老匯音樂劇都具有更強烈的情感衝擊力」。[155]
3. 紐約《AMNY（英语：AM New York Metro）》形容《搖滾芭比》海德薇格一角為「有史以來最龐大、最華麗、最激烈的音樂劇角色之一」。[156]
4. 美國《娛樂週刊》評論，「自從約翰·卡梅隆·米切爾開始塑造海德薇格這個"被國際忽視"的東德跨性別龐克搖滾歌手角色以來的二十年裡，發生了一件有趣的事情。跨性別者成為主流話題，《搖滾芭比》也是如此」。[157]
5. 《好萊塢報導》評論，「主角和她那令人心跳加速的樂隊撕裂了貝拉斯科舞台，就像他們擁有它一樣。如果你不喜歡尖叫搖滾音樂會式的崇拜，那就呆在家裡吧」。[158]
6. 《哈芬登郵報》的戲劇評論家 David Finkle 寫道，「看著《搖滾芭比》，我想起了我曾經和一個曾經的異裝癖者的談話，他解釋説當他第一次穿上女裝時，他感覺解放了。然而，隨着時間的推移，讓他感到自由的東西變成了監禁。那時的他，放棄矯揉造作就成了釋放自由的行動。我絶不是説所有的變裝者都是這樣，但從海德薇格在舞台上95分鐘的掙扎、調情和揮舞中所取得的進展來看，這一點確實可以體現出來。海德薇格自稱"來自東柏林的共產主義者"，她對孤獨的伊扎克的要求進一步強化了這種效果，直到最後的重金屬和絃引入了另一種轉變」。[159]
7. 美國《國家廣播公司》在評價中寫道，「如果你必須失去兩個關鍵的感官，我想不出比通過長達95分鐘的震耳欲聾的搖滾和光芒四射的閃光燈更吉利的方式來告別它們了，這並不是一件壞事」。[160]
8. 《Time Out》週刊 David Cote 評論家寫道，「海德薇格作為《搖滾芭比》中的核心人物，這個專橫、被人唾棄、汗流浹背的閃光炸彈，尼爾·派屈克·哈里斯讓百老匯搖滾變得前所未有的強烈」、「事實上，根據柏拉圖的《會飲篇》，其本質的戲劇性源自於一分為二。在古希臘文獻中，阿里斯托芬解釋說，人類最初是雌雄同體。宙斯將他們分開，愛情和性別差異由此誕生，情慾源於傷口」。[161]
9. 《紐約時報》的評論家 Peter Marks寫道，「《搖滾芭比》中撅嘴的主角海德薇格用搖滾的重擊聲和痛苦過去的滑稽悲傷的聲音給劇院帶來了活力」。[162]
10. 這齣音樂劇同時也吸引了許多樂壇粉絲。[163][164][165]

## 獎項榮譽
這部原創作品獲得了《鄉村之聲》奧比獎和外圈劇評人獎 「最佳外百老匯音樂劇獎」。
於2014年獲得東尼獎八項提名，最終榮獲其中四項（與《紳士愛情與謀殺指南》並列2014年獲得最多獎項的音樂劇）。

### 1998 年外百老匯原創作品
| 年份 | 頒獎典禮     | 類別               | 被提名者           | 結果 |
| ---- | ------------ | ------------------ | ------------------ | ---- |
| 1998 | 外圈劇評人獎 | 最佳外百老匯音樂劇 | 最佳外百老匯音樂劇 | 獲獎 |
| 1998 | 外圈劇評人獎 | 音樂劇傑出演員     | 約翰·卡梅隆·米切爾 | 提名 |
| 1998 | 奧比獎       | 約翰·卡梅隆·米切爾 | 約翰·卡梅隆·米切爾 | 獲獎 |
| 1998 | 奧比獎       | 史蒂芬·特拉斯克    | 史蒂芬·特拉斯克    | 獲獎 |

### 2014 年百老匯原創作品
| 年份 | 頒獎典禮     | 類別                           | 被提名者                       | 結果 |
| ---- | ------------ | ------------------------------ | ------------------------------ | ---- |
| 2014 | 東尼獎       | 最佳音樂劇復排                 | 最佳音樂劇復排                 | 獲獎 |
| 2014 | 東尼獎       | 最佳音樂劇男主角               | 尼爾·派屈克·哈里斯             | 獲獎 |
| 2014 | 東尼獎       | 最佳音樂劇女配角               | 麗娜·霍爾                      | 獲獎 |
| 2014 | 東尼獎       | 最佳音樂劇燈光設計             | Kevin Adams                    | 獲獎 |
| 2014 | 東尼獎       | 最佳音樂劇服裝設計             | Arianne Phillips               | 提名 |
| 2014 | 東尼獎       | 最佳音樂劇導演                 | 邁克爾·梅爾                    | 提名 |
| 2014 | 東尼獎       | 最佳音樂劇佈景設計             | Julian Crouch                  | 提名 |
| 2014 | 東尼獎       | 最佳音樂劇音效設計             | Timothy O'Heir                 | 提名 |
| 2014 | 戲劇桌獎     | 傑出的音樂劇復興               | 傑出的音樂劇復興               | 獲獎 |
| 2014 | 戲劇桌獎     | 音樂劇傑出演員                 | 尼爾·派屈克·哈里斯             | 獲獎 |
| 2014 | 戲劇聯盟獎   | 百老匯或非百老匯演出的傑出複興 | 百老匯或非百老匯演出的傑出複興 | 獲獎 |
| 2014 | 戲劇聯盟獎   | 卓越表現                       | 尼爾·派屈克·哈里斯             | 獲獎 |
| 2014 | 戲劇聯盟獎   | 卓越表現                       | 麗娜·霍爾                      | 提名 |
| 2014 | 外圈劇評人獎 | 傑出的音樂劇復興               | 傑出的音樂劇復興               | 獲獎 |
| 2014 | 外圈劇評人獎 | 傑出的燈光設計（戲劇或音樂劇） | Kevin Adams                    | 獲獎 |
| 2014 | 外圈劇評人獎 | 音樂劇傑出演員                 | 尼爾·派屈克·哈里斯             | 提名 |

### 2016 美國巡演
| 年份 | 頒獎典禮           | 類別     | 被提名者    | 結果 |
| ---- | ------------------ | -------- | ----------- | ---- |
| 2017 | 洛杉磯戲劇評論家獎 | 特色表演 | 麗娜·霍爾   | 提名 |
| 2017 | 洛杉磯戲劇評論家獎 | 領先表現 | 達倫·克里斯 | 提名 |

## 備註
1. ↑  在音樂劇中，他被稱為長子，但在電影中，他被稱為次子。
2. ↑  伊扎克和樂隊表演的歌曲“Random Number Generation”被收錄在外百老匯演員專輯中，但沒有出現在樂譜中。百老匯製作準備了這首歌，以防海德薇不得不離開舞台，同時播放電影中的歌曲“Freaks”。[18]麗娜·霍爾（英语：Lena Hall）在她最後一場演出的試音中演唱了這首歌。
3. ↑  在原版非百老匯製作中，這首歌由音樂總監 Skszp 演唱；在 2014 年百老匯重演中，伊扎克改為演唱這首歌。
4. ↑  這首歌由角色湯米·諾西斯 (Tommy Gnosis) 演唱，該角色通常由與海德薇格·羅賓遜（Hedwig Robinson）同一演員扮演。
5. ↑  該原聲帶非電影表演順序
6. 1 2  也稱為 "Wicked Little Town" 和 "Wicked Little Town (重奏)"
7. 1 2 3  不屬於音樂劇曲目的一部分。
8. ↑  通常包含在"Tear Me Down" 的前奏中，但這裡是一首單獨的曲目。
9. ↑  通常作為 "Sugar Daddy"的介紹包含在內，但這裡是一首單獨的曲目。
10. ↑  音樂劇 Hurt Locker 愛情主題曲
11. ↑  這首歌由尼爾·派屈克·哈里斯在 2014 年東尼獎頒獎典禮上演唱。
12. ↑  根據互聯網電影資料庫和DVD的評論音軌，這首歌在電影中的演唱是現場錄製的。

## 外部連結
- 百老匯官方網站 （页面存档备份，存于）
- 百老匯網路資料庫（IDBD）上《搖滾芭比》的资料（英文）
- 台灣版《搖滾芭比》官方授權－2023年中文版轉譯歌詞本
- 音樂劇版－英語歌詞 （页面存档备份，存于）
- 電影版－英語歌詞 （页面存档备份，存于）
- NAVER上的Hedwig百科
- Hedwig於Box Official的官方粉絲俱樂部
- 韓國版Hedwig－2012卡司 （页面存档备份，存于）
- 韓國版Hedwig－2017卡司 （页面存档备份，存于）
- 澳洲版Hedwig－官方網站
- 德國版Hedwig－2014卡司官方網站
- 德國版Hedwig－2014卡司官方Facebook （页面存档备份，存于）
- 德國版Hedwig－2013、2014柏林卡司官方網站 （页面存档备份，存于）
- 德國版Hedwig－2010、2011法蘭克福卡司官方網站 （页面存档备份，存于）
- 克里夫蘭Hedwig官方網站 的存檔，存档日期2021-02-10.